# (33376) Medi
(33376) Medi (1999 CZ8) – planetoida z pasa głównego asteroid okrążająca Słońce w ciągu 3 lat i 109 dni w średniej odległości 2,21 j.a. Została odkryta 6 lutego 1999 roku.